# Гордильо, Рафаэль
Рафаэ́ль Горди́льо Ва́скес (исп. Rafael Gordillo Vázquez; 24 февраля 1957, Альмендралехо) — испанский футболист, выступал на позиции защитника. Известен по выступлениям за «Бетис» и мадридский «Реал». Имеет на своём счету 75 матчей в составе национальной сборной.

## Карьера

### Клубная
В совсем юном возрасте Гордильо вместе с родителями переехал из Альмендралехо в Севилью. Там он и начал играть в футбол — сначала в детских командах, а с 1972 года — в академии «Бетиса».
Перед началом сезона 1976—77 Гордильо был включён в заявку «Бетиса» и сыграл в 13 матчах, а в следующем чемпионате был уже игроком основы. Рафаэль провёл в севильском клубе 9 сезонов, выиграв один трофей — Кубок Испании. В 1980 году Гордильо был назван футболистом года в Испании.
В 1985 году Гордильо перешёл в один из сильнейших клубов Испании — мадридский «Реал». Здесь он играл преимущественно в полузащите, левым защитником был Хосе Антонио Камачо. Связка Камачо-Гордильо отвечала за левый фланг «Реала» вплоть до 1989 года, и за это время Рафаэль успел выиграть 4 чемпионата Испании, Кубок Испании и Кубок УЕФА. Сезон 1989—90 стал последним для Гордильо в качестве игрока основы «Реала». Рафаэль в 5-й раз стал чемпионом Испании. Следующие два чемпионата он появлялся на поле реже.
В 1992 году Гордильо вернулся в «Бетис», выступавший тогда в Сегунде, провёл там ещё 3 сезона и помог клубу выйти в Примеру. Доигрывал Рафаэль в клубе «Эсиха». В 1996 году он закончил карьеру игрока.

### Международная
Гордильо дебютировал в сборной Испании 29 марта 1978 года в товарищеском матче с командой Норвегии (3:0). До этого Гордильо имел опыт выступления за молодёжную команду.
Гордильо выступал за «красную фурию» на протяжении 10 лет (с 1978 по 1988 год), на его счету 75 матчей в её составе, что является одним из лучших результатов в истории. Рафаэль участвовал в 3-х чемпионатах Европы (1980, 1984, 1988) и 2-х чемпионатах мира (1982, 1986).

## Достижения

### Командные
«Бетис»
- Обладатель Кубка Испании: 1977

«Реал Мадрид»
- Чемпион Испании: 1986, 1987, 1988, 1989, 1990
- Обладатель Кубка Испании: 1989
- Обладатель Суперкубка Испании: 1988, 1989, 1990
- Обладатель Кубка УЕФА: 1986

### Личные
- Футболист года в Испании: 1980

## Вне профессионального футбола
После завершения карьеры играл за «Бетис» в футбол в помещении.
На чемпионате мира 2006 года работал на канале La Sexta в качестве комментатора.